# Hemiceras vinicosta
Hemiceras vinicosta är en fjärilsart som beskrevs av Achille Guenée 1852. Hemiceras vinicosta ingår i släktet Hemiceras och familjen tandspinnare. Inga underarter finns listade i Catalogue of Life.